# 팻 웨스트

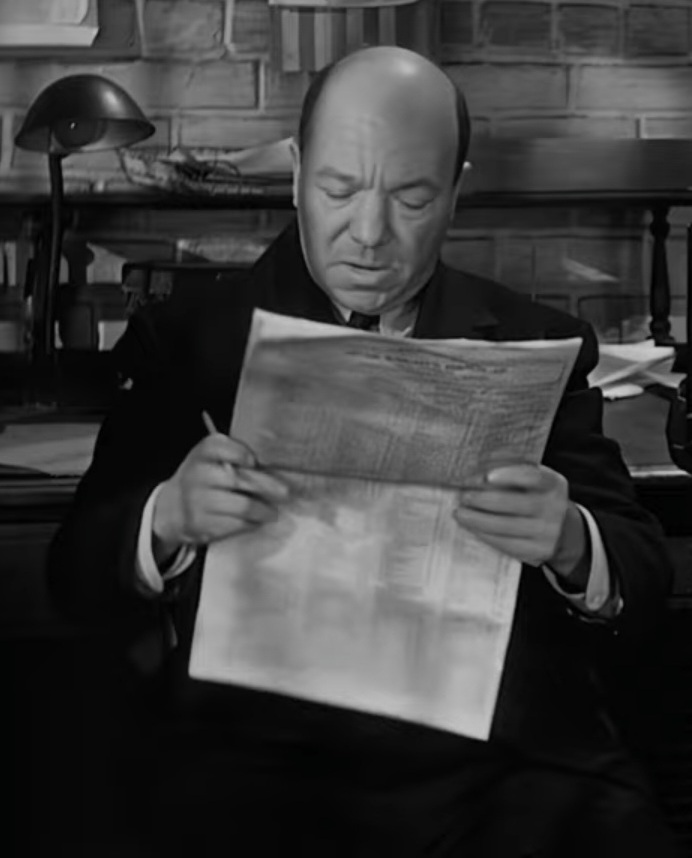

팻 웨스트(Arthur Pat West, 1888년 4월 19일 ~ 1944년 4월 10일)는 미국의 배우이다.
퍼듀카에서 태어났으며 할리우드에서 사망하였다.

## 영화
- 굿바이 솔로 (2008년)
- 미트 더 피플 (1944년)
- 소유와 무소유 (1944년)
- 프레즌팅 릴리 마스 (1943년)
- 더 플릿츠 인 (1942년)
- 설리반의 여행 (1942년)
- 라스베가스 나이츠 (1941년)
- 나이스 걸 (1941년)
- 레이디 이브 (1941년)
- 블루스의 탄생 (1941년)
- 뱅크 딕 (1940년)
- 위대한 맥긴티 (1940년)
- 그의 연인 프라이데이 (1940년)
- 뜨거운 것이 좋아 (1939년)
- 천사만이 날개를 가졌다 (1939년)
- 땡스 포 더 메모리 (1938년)
- 아이 양육 (1938년)
- 브로드웨이 멜로디 오브 1938 (1937년)
- 사라토가 (1937년)
- 더 로드 투 글로리 (1936년)
- 실링 제로 (1936년)
- 케인 앤 마블 (1936년)
- 빅 브로드캐스트 오브 1937 (1936년)
- 1937년의 황금광들 (1936년)
- 로즈 마리 (1936년)
- 페이지 미스 글로리 (1935년) - 택시 드라이버 역